# Dasyuris decisaria
Dasyuris decisaria là một loài bướm đêm trong họ Geometridae.